# 木場立神
木場立神（こばたちがみ）は、トカラ列島の臥蛇島の西に隣接する無人島。

## 地理
トカラ列島の臥蛇島のすぐ西方沖にあり、臥蛇島からの最短距離は約120メートル、面積0.004平方キロメートルの岩山が海上に聳え立つ（地理院地図）。標高は110メートル。カツオドリの生息地となっている。

## 歴史
- 2016年（平成28年）3月22日 - 小阪健一郎ら2人のロッククライマーが山頂に初登頂した[1]。